# Хэйнсуорт, Джордж
Джордж Ге́нри Хэ́йнсуорт (англ. George Henry Hainsworth; 26 июня 1895, Торонто, Онтарио — 9 октября 1950, Грэйвенхёрст, Онтарио) — бывший канадский профессиональный хоккеист, вратарь клубов НХЛ «Монреаль Канадиенс» и «Торонто Мэйпл Лифс». Входит в список 100 лучших игроков НХЛ по версии журнала The Hockey News.

## Карьера
После ухода в 1925 году из хоккея Жоржа Везина «Монреаль Канадиенс» остро нуждались в равноценной замене. Достойного преемника удалось найти в команде Западноканадской хоккейной лиги «Саскатун Шейкс», которую тогда возглавлял бывший игрок и тренер «Хабс» Ньюси Лалонд. Джорджу Хэйнсуорту было уже за тридцать, к тому моменту, как присоединиться в 1923 году к «Шейкс», (Лалонду рекомендовал Хэйнсуорта тренер и генеральный менеджер «Канадиенс» Лео Дандюран) он уже имел немалый хоккейный опыт, 12 лет выступая за различные клубы Хоккейной ассоциации Онтарио. «Монреаль» предложил голкиперу контракт на 6,5 тысяч долларов в год.
Что «Канадиенс» не ошиблись с выбором голкипера, Джордж Хэйнсуорт доказал уже в первом своём сезоне в НХЛ, закончив его с показателями 1,47 пропущенной шайбы и 14 «сухих» игр в 44 матчах и став первым обладателем вновь учреждённого приза Везина Трофи. В течение 2 следующих сезонов показатели вратаря только улучшались: 1,05 и 13 «сухих» игр в 44 матчах (1927/28) и 0,92 и 22 «сухих» игры в 44 матчах (1928/29) (непревзойденный и поныне рекорд НХЛ). В следующие 2 года Джордж Хэйнсуорт, закрепив свой звёздный статус, помог команде завоевать 2 Кубка Стэнли. В сезоне 1932—33 голкипер исполнял обязанности капитана команды — всего 8 вратарей в истории лиги удостаивались права носить подобное звание.
В 1933 году «Канадиенс», испытывавшие в связи с мировым экономическим кризисом серьёзные финансовые проблемы, обменяли Джорджа Хэйнсуорта в «Торонто». Голкипер помог «Кленовым листьям» дойти до финала Кубка в 1935 году, однако в следующем году «Торонто» расторг контракт с вратарём, которому уже исполнился к тому времени 41 год. Но это был ещё не конец профессиональной карьеры Джорджа Хэйнсуорта: голкипер-ветеран принял предложение «Монреаля», чей основной вратарь в то время был травмирован. Отыграв последние в своей карьере 4 матча в составе команды, в чью историю он вписал немало славных страниц, Джордж Хэйнсуорт окончательно повесил коньки на гвоздь.

## После завершения карьеры
После завершения хоккейной карьеры Джордж Хэйнсуорт работал инспектором в компании «Доминион электрохоум лимитед». В 1949 году бывший хоккеист стал членом городского совета города Китченер.
9 октября 1950 года возвращавшийся из гостей Хэйнсуорт — Джордж и его супруга Альма ездили навестить сына Билла, проживавшего в городе Валь-д'Ор — попал в автомобильную катастрофу недалеко от города Грэйвенхёрст. Автомобиль Джорджа Хэйнсуорта столкнулся с грузовиком; бывший хоккеист скончался на месте от полученных в столкновении травм. Джорджу Хэйнсуорту было 55 лет. 13 октября того же года он был похоронен в городе Китченер на кладбище Вудлон.

## Достижения
- Обладатель Кубка Стэнли: 1930, 1931
- Обладатель Везина Трофи: 1927, 1928, 1929
- Участник матча всех звёзд НХЛ: 1934
- Обладатель рекорда по коэффициенту надёжности за сезон среди вратарей НХЛ: 0,92 в сезоне 1928—29.
- Обладатель рекорда по числу «сухих» матчей за сезон среди вратарей НХЛ: 22 матча в сезоне 1928—29.
- С 94 матчами, сыгранными на ноль, входит в тройку голкиперов НХЛ, сыгравших наибольшее число «сухих» матчей за карьеру.
- Занимает третье место в списке вратарей-профессионалов, сыгравших наибольшее число «сухих» матчей за карьеру, за всю историю профессионального хоккея.
- С показателем 1,93 занимает второе место в списке самых надёжных вратарей НХЛ за всю историю лиги.
- Член Зала хоккейной славы с 1961 года.
- Входит в список 100 лучших игроков НХЛ по версии журнала The Hockey News.